# Topface
Topface — международный сервис социальных знакомств, один из самых популярных сервисов знакомств Рунета. Каждый день на сайт заходят 1,6 миллиона посетителей, в базе около 100 миллионов участников, из них половина — не из России. Сервис доступен через сайт, приложения для соцсетей ВКонтакте, Facebook, Одноклассники, а также на устройствах Android и iOS.

### История
В мае 2010 года компания Sonetica, созданная Дмитрием Филатовым и нераскрываемым партнёром на свои и заёмные средства, приобрела за несколько сотен тысяч долларов «Лицемер», одно из популярнейших приложений среди участников «ВКонтакте».
К изначальной идее сервиса — перекрестной оценке фотографий участников — добавили возможность общения и инструменты вирусного распространения.
В апреле 2011 года сервис был запущен под именем Topface, сначала на платформе ВКонтакте и позже в этом же году на Facebook.
В июне 2012 года в сервисе было зарегистрировано 37 миллионов человек. Новые участники привлекались в том числе через принадлежащий компании онлайн-журнал «Вкурсе» и сеть публично-новостных страниц в социальных сетях.
В конце 2012 Topface появился в «Одноклассниках». По словам владельцев, на пике Topface добавлял в неделю по три миллиона новых пользователей.
В 2012-м году газета The Moscow Times упомянула Topface в числе наиболее перспективных отечественных интернет-проектов.
В феврале 2013 издание Fast Company включило Topface в список десяти самых инновационных компаний России.
В июне 2014 появилась информация о переговорах между Topface и РБК о выкупе доли последнего в сайте знакомств LovePlanet.ru. Число зарегистрированных пользователей на этот момент составляло 81 миллион.
В конце января 2015 стало известно об «утечке» 20 миллионов адресов электронной почты. В выставленную на продажу базу не попали пароли и переписка. Позднее компания заключила с хакером соглашение о сотрудничестве.
В сентябре 2015 число регистраций достигло 100 миллионов пользователей.
Время от времени Topface проводит хакатоны для поиска талантов.
В 2017 году Topface стал первым российским приложением для знакомств, получивших отметку "Выбор редакции" в Google Play.

### Функции
Регистрация в Topface бесплатна. Цель сервиса — «новые знакомые для переписки, общения и, возможно, для чего-то большего».
Основа сервиса — оценка фотографий. Просматривая «Знакомства», пользователь может отправить симпатию другому пользователю и получить симпатию в ответ.
Если симпатии взаимные, пользователи получают возможность обмениваться сообщениями друг с другом.
Разнообразные дополнительные возможности предоставляются владельцам VIP-статуса и покупаются за «монеты», внутреннюю валюту сервиса.

### Платформы
- Мобильное приложение на iOS Архивная копия от 7 ноября 2017 на Wayback Machine.
- Мобильное приложение на Android.
- Веб-сервис topface.com Архивная копия от 5 августа 2013 на Wayback Machine.
- Приложение ВКонтакте Архивная копия от 1 ноября 2017 на Wayback Machine.
- Приложение Facebook Архивная копия от 11 ноября 2017 на Wayback Machine.
- Приложение в Одноклассниках.

### Финансовые показатели
Topface зарабатывает за счёт рекламы и платных сервисов, работая по модели freemium.
По данным компании, за счёт размещаемой рекламы крупных компаний, как Nivea, Сбербанк и других, Topface увеличил выручку сперва до миллиона рублей в месяц, а к середине 2011 — до 5-6 миллионов в месяц.